# Шаменко, Владимир Петрович
Владимир Петрович Шаменко (7 ноября 1928 — 1 октября 2006) — советский фигурист и тренер. Заслуженный тренер РСФСР (1963), многократный чемпион Воронежской области и призёр Всесоюзных соревнований по фигурному катанию, создатель и руководитель воронежской школы фигурного катания, судья соревнований по фигурному катанию на Чемпионатах мира, Европы, Олимпийских играх. Отличник физической культуры (1956).

## Биография
Начал заниматься фигурным катанием во время обучения на факультете физвоспитания Воронежского пединститута, который окончил в 1952 году. Осваивал тонкости фигурного катания по книге «Искусство катания на коньках» (1938 г.) первого русского олимпийского чемпиона по фигурному катанию (1908 г.), уроженца Воронежской области, Н. А. Панина-Коломенкина. Был знаком с ним лично, являлся его учеником.
По инициативе и под руководством Владимира Петровича в 1952 году центре Воронежа была создана детско-юношеская спортивная школа № 1, зимой на двух её, расположенных по соседству, площадках заливался лёд для фигуристов, летом создавались теннисные корты (на каждой из 2-х площадок по 5 кортов) на которых не только учились мастерству дети, но и приобщались в теннису взрослые.
Шаменко бессменно возглавлял Федерацию фигурного катания Воронежской области с 1952 по 2000 год. Являлся Председателем Коллегии судей РСФСР/РФ с 1952 по 1995 год, заместителем председателя Федерации фигурного катания РСФСР с 1968 по 1972 год.

## Книги
- Шаменко В. П., Миротворцев Б. К. Учитесь фигурному катанию! — Воронеж, 1956. — 23 с. — 5000 экз.
- Шаменко В. П. Начальная подготовка фигуриста. — М.: Физкультура и спорт, 1963. — 115 с.